# Formel 1-VM 2001
Formel 1-VM 2001 hade 17 deltävlingar som kördes under perioden 4 mars-14 oktober. Förarmästerskapet vanns av tysken Michael Schumacher och konstruktörsmästerskapet av Ferrari.
Säsongen var den sista för Prost Grand Prix som efter säsongen gick i konkurs. 

## Vinnare
- Förare:  Michael Schumacher, Tyskland, Ferrari
- Konstruktör:  Ferrari, Italien

## Grand Prix 2001
| Grand Prix                 | Datum        | Bana              | Vinnande förare    | Vinnande tillverkare |   |
| -------------------------- | ------------ | ----------------- | ------------------ | -------------------- | - |
| Australiens Grand Prix     | 4 mars       | Albert Park       | Michael Schumacher | Ferrari              | * |
| Malaysias Grand Prix       | 18 mars      | Sepang            | Michael Schumacher | Ferrari              | * |
| Brasiliens Grand Prix      | 1 april      | Interlagos        | David Coulthard    | McLaren-Mercedes     | * |
| San Marinos Grand Prix     | 15 april     | Imola             | Ralf Schumacher    | Williams-BMW         | * |
| Spaniens Grand Prix        | 29 april     | Catalunya         | Michael Schumacher | Ferrari              | * |
| Österrikes Grand Prix      | 13 maj       | A1-Ring           | David Coulthard    | McLaren-Mercedes     | * |
| Monacos Grand Prix         | 27 maj       | Monte Carlo       | Michael Schumacher | Ferrari              | * |
| Kanadas Grand Prix         | 10 juni      | Montréal          | Ralf Schumacher    | Williams-BMW         | * |
| Europas Grand Prix         | 24 juni      | Nürburgring       | Michael Schumacher | Ferrari              | * |
| Frankrikes Grand Prix      | 1 juli       | Magny-Cours       | Michael Schumacher | Ferrari              | * |
| Storbritanniens Grand Prix | 15 juli      | Silverstone       | Mika Häkkinen      | McLaren-Mercedes     | * |
| Tysklands Grand Prix       | 29 juli      | Hockenheimring    | Ralf Schumacher    | Williams-BMW         | * |
| Ungerns Grand Prix         | 19 augusti   | Hungaroring       | Michael Schumacher | Ferrari              | * |
| Belgiens Grand Prix        | 2 september  | Spa-Francorchamps | Michael Schumacher | Ferrari              | * |
| Italiens Grand Prix        | 16 september | Monza             | Juan Pablo Montoya | Williams-BMW         | * |
| USA:s Grand Prix           | 30 september | Indianapolis      | Mika Häkkinen      | McLaren-Mercedes     | * |
| Japans Grand Prix          | 14 oktober   | Suzuka            | Michael Schumacher | Ferrari              | * |

## Stall, nummer och förare 2001
| Stall/Tillverkare | Nummer | Förare                          |
| ----------------- | ------ | ------------------------------- |
| Arrows-Asiatech   | 14     | Jos Verstappen, Nederländerna   |
| Arrows-Asiatech   | 15     | Enrique Bernoldi, Brasilien     |
| BAR-Honda         | 9      | Olivier Panis, Frankrike        |
| BAR-Honda         | 10     | Jacques Villeneuve, Kanada      |
| Benetton-Renault  | 7      | Giancarlo Fisichella, Italien   |
| Benetton-Renault  | 8      | Jenson Button, Storbritannien   |
| Ferrari           | 1      | Michael Schumacher, Tyskland    |
| Ferrari           | 2      | Rubens Barrichello, Brasilien   |
| Jaguar-Cosworth   | 18     | Eddie Irvine, Storbritannien,   |
| Jaguar-Cosworth   | 19     | Luciano Burti, Brasilien        |
| Jaguar-Cosworth   | 19     | Pedro de la Rosa, Spanien       |
| Jordan-Honda      | 11     | Heinz-Harald Frentzen, Tyskland |
| Jordan-Honda      | 11     | Ricardo Zonta, Brasilien        |
| Jordan-Honda      | 11, 12 | Jarno Trulli, Italien           |
| Jordan-Honda      | 12     | Jean Alesi, Frankrike           |
| McLaren-Mercedes  | 3      | Mika Häkkinen, Finland          |
| McLaren-Mercedes  | 4      | David Coulthard, Skottland      |
| Minardi-European  | 20     | Tarso Marques, Brasilien        |
| Minardi-European  | 20     | Alex Yoong, Malaysia            |
| Minardi-European  | 21     | Fernando Alonso, Spanien        |
| Prost-Acer        | 22     | Jean Alesi, Frankrike           |
| Prost-Acer        | 22     | Heinz-Harald Frentzen, Tyskland |
| Prost-Acer        | 23     | Gastón Mazzacane, Argentina     |
| Prost-Acer        | 23     | Luciano Burti, Brasilien        |
| Prost-Acer        | 23     | Tomáš Enge, Tjeckien            |
| Sauber-Petronas   | 16     | Nick Heidfeld, Tyskland         |
| Sauber-Petronas   | 17     | Kimi Räikkönen, Finland         |
| Williams-BMW      | 5      | Ralf Schumacher, Tyskland       |
| Williams-BMW      | 6      | Juan Pablo Montoya, Colombia    |

## Slutställning förare 2001
| Placering | Förare                | Konstruktör               | Poäng |
| --------- | --------------------- | ------------------------- | ----- |
| 1         | Michael Schumacher    | Ferrari                   | 123   |
| 2         | David Coulthard       | McLaren-Mercedes          | 65    |
| 3         | Rubens Barrichello    | Ferrari                   | 56    |
| 4         | Ralf Schumacher       | Williams-BMW              | 49    |
| 5         | Mika Häkkinen         | McLaren-Mercedes          | 37    |
| 6         | Juan Pablo Montoya    | Williams-BMW              | 31    |
| 7         | Jacques Villeneuve    | BAR-Honda                 | 12    |
| =         | Nick Heidfeld         | Sauber-Petronas           | 12    |
| =         | Jarno Trulli          | Jordan-Honda              | 12    |
| 10        | Kimi Räikkönen        | Sauber-Petronas           | 9     |
| 11        | Giancarlo Fisichella  | Benetton-Renault          | 8     |
| 12        | Eddie Irvine          | Jaguar-Cosworth           | 6     |
| =         | Heinz-Harald Frentzen | Jordan-Honda & Prost-Acer | 6     |
| 14        | Olivier Panis         | BAR-Honda                 | 5     |
| =         | Jean Alesi            | Jordan-Honda & Prost-Acer | 5     |
| 16        | Pedro de la Rosa      | Jaguar-Cosworth           | 3     |
| 17        | Jenson Button         | Benetton-Renault          | 2     |
| 18        | Jos Verstappen        | Arrows-Asiatech           | 1     |

## Slutställning konstruktörer 2001
| Placering | Konstruktör      | Poäng |
| --------- | ---------------- | ----- |
| 1         | Ferrari          | 179   |
| 2         | McLaren-Mercedes | 102   |
| 3         | Williams-BMW     | 80    |
| 4         | Sauber-Petronas  | 21    |
| 5         | Jordan-Honda     | 19    |
| 6         | BAR-Honda        | 17    |
| 7         | Benetton-Renault | 10    |
| 8         | Jaguar-Cosworth  | 9     |
| 9         | Prost-Acer       | 4     |
| 10        | Arrows-Asiatech  | 1     |
| 11        | Minardi-European | 0     |